# Mundulla
Mundulla är en ort i Australien. Den ligger i kommunen Tatiara och delstaten South Australia, omkring 250 kilometer sydost om delstatshuvudstaden Adelaide. Antalet invånare är 1 041.
Trakten runt Mundulla är nära nog obefolkad, med mindre än två invånare per kvadratkilometer.. Närmaste större samhälle är Bordertown, omkring 10 kilometer nordost om Mundulla.
Trakten runt Mundulla består till största delen av jordbruksmark. Genomsnittlig årsnederbörd är 518 millimeter. Den regnigaste månaden är juni, med i genomsnitt 90 mm nederbörd, och den torraste är december, med 9 mm nederbörd.